# Петровка (Исилькульский район)
Петровка — деревня в Исилькульском районе Омской области. Входит в состав Солнцевского сельского поселения.

## История
Основана в 1907 г. Назв по имени одного из основателей Петра Шперлинга. Основатели из Причерноморья. Колхоз «Триумф». В 1928 г. хутор Петровка состоял из 13 хозяйств, основное население — немцы. В составе Солнцевского сельсовета Исилькульского района Омского округа Сибирского края.

## Население
| 1926 | 2002 | 2010 |
| ---- | ---- | ---- |
| 100  | ↗284 | ↘245 |